# Slittino ai XXI Giochi olimpici invernali
Le gare di slittino ai XXI Giochi olimpici invernali di Vancouver in Canada si sono svolte dal 13 al 17 febbraio 2010 sulla pista di Whistler Sliding Centre.
Sono state disputate tre competizioni: singolo e doppio maschili e singolo femminile.

## Calendario
| Uomini | 1° e 2° manche Singolo maschile | 3° e 4° manche Singolo maschile |                                  |                                  | 1° e 2° manche Doppio maschile | 2 |
| Donne  |                                 |                                 | 1° e 2° manche Singolo femminile | 3° e 4° manche Singolo femminile |                                | 1 |
| Totale |                                 | 1                               |                                  | 1                                | 1                              | 3 |

## Podi

### Uomini
| Evento                      | Oro                                    | Tempo    | Argento                         | Tempo    | Bronzo                                  | Tempo    |
| Singolo maschile (dettagli) | Felix Loch                             | 3'13"085 | David Möller                    | 3'13"764 | Armin Zöggeler                          | 3'14"375 |
| Doppio maschile (dettagli)  | Austria Andreas Linger Wolfgang Linger | 1'22"705 | Lettonia Andris Šics Juris Šics | 1'22"969 | Germania Patric Leitner Alexander Resch | 1'23"040 |

### Donne
| Evento                       | Oro            | Tempo    | Argento         | Tempo    | Bronzo               | Tempo    |
| Singolo femminile (dettagli) | Tatjana Hüfner | 2'46"524 | Nina Reithmayer | 2'47"014 | Natalie Geisenberger | 2'47"101 |

## Medagliere
| Posizione | Paese    |   |   |   | Totale |
| --------- | -------- | - | - | - | ------ |
| 1         | Germania | 2 | 1 | 2 | 5      |
| 2         | Austria  | 1 | 1 | 0 | 2      |
| 3         | Lettonia | 0 | 1 | 0 | 1      |
| 4         | Italia   | 0 | 0 | 1 | 1      |
| Totale    | Totale   | 3 | 3 | 3 | 9      |